# Jeanette MacDonald
Jeanette Anna MacDonald, född 18 juni 1903 i Philadelphia, Pennsylvania, död 14 januari 1965 i Houston, Texas, var en amerikansk sångerska och skådespelare. MacDonald är känd för sina musikalfilmer under 1930-talet med Maurice Chevalier (Prinsgemålen, Din för i kväll, Glada änkan och En timme med dig) och Nelson Eddy (Marietta, Rose-Marie och En gång i maj). Under 1930- och 1940-talet spelade hon huvudroller i 29 långfilmer, varav fyra nominerades till en Oscar för bästa film (Prinsgemålen, En timme med dig, Marietta och San Francisco).

## Biografi
MacDonald tog danslektioner som barn och började som balettflicka på Broadway men övergick till att sjunga. Hon vann snabbt popularitet i scenmusikaler och operetter och fick chans att provfilma. MacDonald filmdebuterade 1929 i Prinsgemålen och medverkade sedan i ytterligare några filmmusikaler med motspelaren Maurice Chevalier, däribland i Glada änkan 1934.
Tillsammans med Nelson Eddy spelade Jeanette MacDonald in en rad romantiska filmoperetter på 1930-talet. MacDonald och Eddy var det mest framgångsrika sångarparet i filmhistorien och när de var som mest populära kallades de för America's Sweethearts. 
I början på 1940-talet minskade deras popularitet och MacDonalds kontrakt med MGM avslutades. Hon hade sedan endast småroller i några filmer, och drog sig tillbaka från filmen 1949. Hon fortsatte dock att ge konserter. 
MacDonald har förärats två stjärnor på Hollywood Walk of Fame, en för film och en för musik.
Jeanette MacDonald var från 1937 gift med skådespelaren Gene Raymond.

## Filmografi i urval
- 1929 – Prinsgemålen
- 1930 – Om jag vore kung
- 1930 – Monte Carlo
- 1932 – En timme med dig
- 1932 – Din för i kväll
- 1934 – Glada änkan
- 1934 – Hon sa' inte ja - hon sa' inte nej...
- 1935 – Marietta
- 1936 – Rose-Marie
- 1936 – San Francisco
- 1937 – En gång i maj
- 1938 – Kärleksduetten
- 1939 – Broadway Serenade
- 1940 – Nymånen
- 1942 – Kairo
- 1944 – Hollywood dansar och ler
- 1948 – Det hände i Havanna
- 1949 – Lassies nya husse